# Okrzeszyn (gromada)
Okrzeszyn (od 20 II 1962 Chełmsko Śląskie) – dawna gromada (najmniejsza jednostka podziału terytorialnego Polskiej Rzeczypospolitej Ludowej w latach 1954–72) z siedzibą GRN w Okrzeszynie.
Gromady, z gromadzkimi radami narodowymi (GRN) jako organami władzy najniższego stopnia na wsi, funkcjonowały od reformy reorganizującej administrację wiejską przeprowadzonej jesienią 1954 do momentu ich zniesienia z dniem 1 stycznia 1973, tym samym wypierając organizację gminną w latach 1954–1972.
Gromadę Okrzeszyn z siedzibą GRN w Okrzeszynie utworzono – jako jedną z 8759 gromad na obszarze Polski – w powiecie kamiennogórskim w woj. wrocławskim, na mocy uchwały nr 16/54 WRN we Wrocławiu z dnia 2 października 1954. W skład jednostki weszły obszary dotychczasowych gromad Okrzeszyn i Uniemyśl ze zniesionej gminy Chełmsko Śląskie w tymże powiecie. Dla gromady ustalono 9 członków gromadzkiej rady narodowej.
31 grudnia 1961 do gromady Okrzeszyn włączono wsie Błażejów i Olszyny z osiedla Chełmsko Śląskie w tymże powiecie.
20 lutego 1962 gromadę Okrzeszyn zniesiono, przenosząc siedzibę GRN z Okrzeszyna do osiedla Chełmska Śląskiego i zmieniając nazwę jednostki na Chełmsko Śląskie. 